# Gong fu cha
Le gong fu cha (en chinois : 工夫茶 ; pinyin : gōngfū chá ; litt. « art du thé ») est une méthode chinoise de préparation du thé, pratiquée particulièrement dans la région du Guangdong, mais également pratiquée dans l'ensemble des régions de culture Han et d'autres cultures chinoises.
La préparation n'est pas une cérémonie mais un art : gongfu 工夫 (parfois transcrit kung fu d'après la méthode Wade-Giles) désigne la technique de préparation et n'a que peu de points communs avec la cérémonie du thé japonaise, le chanoyu 茶の湯. La notion de sacré et de communion sociale pouvant exister dans le gong fu cha, mais de manière concomitante, alors que ces principes sont fondamentaux dans le chanoyu, cérémonie zen (du sanskrit dhyāna, « méditation » via le chinois 禅, chán). Le gong fu cha est simplement un art convivial permettant d'obtenir un bon thé, de même qu'en Occident les œnologues utilisent certains verres et un vin préparé par une ventilation suffisante, à la température voulue, pour déguster les grands crus. Cette méthode permet également de mettre en avant les parfums du thé, ainsi que le thé lui-même par un service raffiné (théière en terre de Yixing, tasse en porcelaine fine…).

## Ustensiles
| Chinois | Translittération pinyin | Utilisation |
| ------- | ----------------------- | --- |
| 煮水器  | Zhǔshuǐqì               | Il désigne la bouilloire contenant l'eau chaude, posée sur un réchaud à alcool ou à charbon, pour maintenir la réserve d'eau à température. |
| 茶盤    | Chápán                  | Un plateau dont la partie supérieure est composée de lattes ou d'une plaque de métal ou de pierre ajourée permettant à l'eau de s'écouler dans la partie inférieure faisant office de récipient. Il permet de protéger la table tout au long des opérations. |
| 茶巾    | Chájīn                  | C'est un tissu épais utilisé pour essuyer le bas des objets. Il peut aussi parfois remplacer le chápán. |
| 茶壶    | Cháhú                   | L'élément fondamental du service est la théière. Dans le cas de la méthode de préparation gōngfū chá, la théière provient de Yíxìng 宜兴; ville potière reconnue internationalement et capitale de la poterie chinoise, elle est située dans le Jiāngsū 江苏. Ces théières sont faites dans une terre poreuse et riche en silice ─ la Yíxìng shā 宜兴砂 « terre du Yíxìng » ─ qui retient très bien la chaleur et se charge rapidement des parfums du thé. Celle-ci les conserve, on dit qu'elle se « culotte ». Chaque thé demande donc sa propre théière afin d'éviter des mélanges de mauvais aloi. La théière en question existe en deux formats : la petite théière de 20 cl servant principalement aux wūlóng 乌龙/烏龍 et la grosse théière de 40 cl pour les hóng chá 红茶 (thé rouge chinois) et aux hēi chá 黑茶 (thé noir chinois). Dans les deux cas, son embout est très fin, laissant rarement passer les feuilles de thé. |
| 茶船    | Cháchuán                | Récipient en terre composé de deux parties: un type d'assiette aux bords relevés, dans lequel on met de l'eau chaude, et un "bateau à thé", une plus petite assiette légèrement surélevée dans lequel repose la théière. Il permet de maintenir cette dernière à température pendant l'infusion. La théière baigne dans l'eau surtout pour les wūlóng 乌龙. |
| 茶罐    | Cháguàn                 | Simple boîte contenant le thé. |
| 茶則    | Cházé                   | Cuiller longue aux bords relevés servant à prendre le thé dans sa boîte. Elle ne ressemble pas à une cuillère occidentale. |
| 茶海    | Cháhǎi                  | Cruche dans laquelle on verse le thé une fois infusé à travers un chálòu 茶漏 ─ ou lǜwǎng 濾網 ─ une sorte de passoire à tamis très fin, de manière à vider le thé de la théière au moment idoine pour obtenir le temps d'infusion voulu (souvent très court). |
| 聞香杯  | Wénxiāngbēi             | Tasse haute et étroite dans laquelle on verse un peu de thé pour le sentir, puis que l'on vide et hume de nouveau pour apprécier d'autres parfums; le wénxiāngbēi sert surtout aux wūlóng, qui laissent, une fois la tasse à parfums vide, de fortes senteurs de caramel et de sucre. |
| 茶杯    | Chábēi                  | Petite tasse simple, sans anse, dans laquelle on boit le thé. |
| 茶盂    | Cháyú ou Shuǐyú 水盂    | Récipient servant à recevoir l'eau du cháchuán une fois l'infusion achevée. C'est un pot faisant office de "poubelle" de table. |
| 茶匙    | Cháchí                  | Aiguille longue permettant de nettoyer le cháhú de ses feuilles à la fin du gōngfū chá. |

Le service complet, (茶具, chájù), est difficile à obtenir en Occident. On le trouve généralement dans les boutiques des quartiers chinois (comme les quartiers chinois de Belleville, d'Arts & Métiers ou du XIIIe arrondissement à Paris), dans les boutiques spécialisées dans le thé, dans les épiceries fines, ou dans certaines brûleries. On peut également les commander directement en Chine par internet.

## Préparation
1. Remplir la théière d'eau chaude, faire attention de bien remettre son couvercle à chaque étape.
2. Vider la théière dans les tasses, dans les tasses à sentir, dans la cruche et en aspergeant bien la plateforme de préparation. L'objectif de cette étape est de faire en sorte que les accessoires sont tous imprégnés de chaleur, la température du thé se conserve alors mieux.
3. Mettre deux cuillères de thé (cházé) dans la théière, soit environ 4 à 6 g. Apprécier le parfum des feuilles encore sèches dans la théière chaude.
4. Verser l'eau chaude sur les feuilles et vider immédiatement la théière de la même manière qu'à la seconde étape.
5. Verser à nouveau de l'eau en la faisant déborder pour chasser l'écume. On peut aussi utiliser le couvercle afin de retirer cette écume; comme avec une spatule à bière.
6. Attendre le temps d'infusion nécessaire.
7. Vider la théière dans la cruche en attendant la dernière goutte.
8. Verser dans la tasse à sentir, apprécier les parfums.
9. Verser de cette tasse dans la tasse à boire.
10. Découvrir les parfums de la tasse à sentir vide avant de boire (bruyamment) son thé.

La logique de cette démarche est de conserver le thé dans la chaleur à chaque étape. Ainsi, la théière est en général conçue dans une terre qui monte vite en température et garde bien la chaleur. Par ailleurs, les parfums dans la tasse à sentir s'estompent plus vite si le thé n'est pas assez chaud.
Il est en outre remarquable que les parfums du thé se révèlent plus dans la tasse à sentir vidée que pleine. En effet, quand elle est pleine, l'eau réabsorbe une partie des parfums.

## Temps d'infusions
Il n'y a pas de règle pour les temps entre chaque infusion, cela dépend du goût de chacun (plus ou moins fort selon le temps d'infusion), du type de thé qui infusera plus ou moins vite et sera plus ou moins fort. La couleur du thé donnera rapidement une indication quant à la force de l'infusion. On retiendra qu'en règle générale, trop infuser donne un goût trop fort, voire amer, et que les premières infusions doivent être plus courtes que les dernières car les feuilles de thé mettront plus de temps à infuser.
Le même thé peut être infusé plus d'une dizaine de fois, l'infusion, dont le temps va varier, donnant alors des senteurs différentes. En règle générale, l'on sait que le thé est infusé quand la goutte qui perle au bec de l'宜興壺/宜兴壶 Yíxìnghú est rentrée entièrement — le thé semblant alors se rétracter. Les premières infusions peuvent ne durer que quelques secondes, les dernières plus d'une heure pour certains 黑茶 hēi chá.

Pour un Wu Long de Taïwan, il est conseillé de faire des infusions entre 20 secondes (pour les premières infusions) et 40 secondes (pour les dernières), jusqu'à dix infusions.